# 欧州図書館
欧州図書館（おうしゅうとしょかん、英語: The European Library, TEL）は、ヨーロッパ各地の49の国立図書館のリソースへのアクセスを提供するインターネットサービス。リソースにはデジタル化されたものもデジタル化されていないものも含まれ、書籍、雑誌、音声記録、その他の素材がある。検索は無料でメタデータやデジタル・オブジェクトが得られ、一部は無料だが有料のものもある。運営は23の国立図書館によるコンソーシアムが行っており、このポータルのサービスの保守や開発の責任を担っている。

## 歴史
9つの国立図書館と欧州国立図書館長会議 (CENL) が共同で立ち上げた TEL (The European Library: Gateway to Europe's Knowledge) プロジェクトによってこのポータルが作成された。欧州委員会の第5期フレームワークプログラムから資金供給されたTELプロジェクトは、2001年に始まり2004年に終了した。このプロジェクトに当初から参加した国立図書館は、フィンランド、ドイツ、イタリア（フィレンツェ）、イタリア（ローマ）、オランダ、ポルトガル、スロベニア、スイス、イギリスである。

### 発足
TheEuropeanLibrary.org のポータルは2005年3月17日に立ち上げられ、1年あまりの間に50万人が訪れた。現在のところ23の国立図書館のコレクションを検索可能で、他に21の国立図書館へのポータルとしてリンクをもうけている。2005年7月にはオーストリア、クロアチア、セルビアの国立図書館が新たに参加した。
欧州連合の新規加盟国10カ国の国立図書館が、TELMEMOR (The European Library: Modular Extensions for Mediating Online Resources) (2005–2007) の下で TELのサービスに正式参加した。2006年1月1日、エストニアとラトビアの国立図書館およびデンマーク王立図書館がコンソーシアムの正会員となった。2006年7月、チェコ、スロバキア、ハンガリーの国立図書館が全てのデジタルリソースをこのポータルで表示可能にし、2006年12月末までにキプロス、リトアニア、マルタ、ポーランドの国立図書館が全デジタルコンテンツを TELで提供可能にした。

### 拡大
EDL（欧州デジタル図書館）プロジェクトと共に TELはさらなる拡大を図った。これによりEUとEFTAの残る9カ国の国立図書館のデジタル・オブジェクトなどが TELに編入された。EDLプロジェクトは2006年9月から開始した。新たな参加国はEUまたはEFTA加盟国で、ベルギー、ギリシャ、アイスランド、リヒテンシュタイン、ルクセンブルク、ノルウェー、スペイン、スウェーデンである。次に参加する各図書館が European Library の完全なパートナーとなる補助として、プロジェクトは多言語対応に注力して European Metadata Registry に向けての第一段階に着手し、各国国立図書館でのデジタイズ促進のロードマップを作成した。EDLプロジェクトはまた、他の文化遺産のデジタル資産群を一つの欧州デジタル図書館に統合するための技術面と政治面の問題を扱う2つのワークショップを主催していた。EDLプロジェクトは欧州委員会が eContentplus プログラムの一環として資金提供し、18カ月をかけて実施され、2008年3月に終了した。

### ヨーロピアナ
近い将来、TELはヨーロッパ48カ国の国立図書館すべての電子リソースへの中央ゲートウェイとなることを目指している。2006年3月2日、欧州委員会は TELが欧州デジタル図書館の基盤提供を開始することを発表。すなわち、ヨーロッパの主なデジタル資産の保有者（図書館、博物館など）のコレクションにアクセスする共通サービスである。
欧州デジタル図書館は現在、正式名称をヨーロピアナ (Europeana) とし、2008年11月20日からウェブサイトが公開されている。

## 検索ツール
TELのポータルは常に一般利用者の新たなニーズに対応しており、参加している国立図書館数の増大を反映している。当初ポータルが実験段階だったころ、アクセス可能なウェブブラウザは Internet Explorer 6 に限られていた。
ポータルの保守管理はデン・ハーグのオランダ国立図書館にある 欧州図書館事務局が行っている。責任者は TEL事務局長ジル・カズンズ。2007年3月以降、TELの検索ボックス ('mini library') を他のウェブサイトに転送できるようになっている。